# Feliks Lubieniecki
Feliks Lubieniecki (ur. 13 maja 1889 w Maleńcu, zm. w 1940 w Auschwitz-Birkenau) – działacz  polskiego ruchu ludowego, więzień obozu w Oświęcimiu.

## Życiorys
Urodził się 13 maja 1889 r. w Maleńcu, jako syn kowala (brat Jana Lubienieckiego). Ukończył szkołę powszechną a następnie dzięki lekturom rozwijał swoje zainteresowania i poszerzał wiedzę. Interesował się problemami społecznymi i techniką rolną. Pracę zawodową rozpoczął jako instruktor rolny w  Rudzie Malenieckiej. Podczas I Wojny Światowej został wcielony do armii carskiej, a po jej rozwiązaniu uwięziony w Rosji. Do kraju wrócił w 1919 roku. Podjął pracę w  Radoszycach (pow. końskie).  Działalność polityczną zaczął od wstąpienia do  PSL "Wyzwolenie", prowadził działalność polityczną i oświatową w okolicznych wsiach. Ze względu na swoje zaangażowanie partyjne stracił pracę. Przeniósł się do Warszawy. W latach 1922–1925 pracował w tygodniku "Wyzwolenie". W 1925 roku zerwał ze stronnictwem i wstąpił do  Niezależnej Partii Chłopskiej, w której został członkiem Komitetu Centralnego. Działał na kielecczyźnie. Organizował koła NPCh w powiatach: opoczyńskim, koneckim, radomskim. Kierował tymczasowym sekretariatem wojewódzkim. Dzięki jego działalności NPCh zdobyła duże wpływy wśród rolników kielecczyzny, nękanych biedą z powodu rozdrobnienia gospodarstw i zastoju ekonomicznego. 14 listopada 1926 roku został wybrany przewodniczącym Komitetu Okręgowego NPCh. Współdział z robotnikami z miejscowych komórek KPP, z młodzieżą wiejską, utrzymywał kontakty ze Stowarzyszeniem Akademickej Młodzieży Ludowej. Był współorganizatorem Zjazdu NPCh planowanego na 27 marca 1927 roku, który nie odbył się ponieważ Partia została rozwiązana w przeddzień wydarzenia. Członkowie Partii działali nadal organizując sesje grupowe i posiedzenia plenarne, wydano odezwę i jednodniówkę "Sierp". Po rozwiązaniu NPCh Feliks Lubieniecki zbliżył się do KPP, razem z innymi byłymi działaczami NPCh uczestniczył w organizowaniu  Zjednoczenia Lewicy Chłopskiej "Samopomoc", które powstało w styczniu 1928 roku i działało w wielu województwach. 
Feliks Lubieniecki od dawna obserwowany został aresztowany 18 lutego 1928 roku i osadzony w więzieniu w Radomiu. Ze względu na brak konkretnych zarzutów został zwolniony w maju 1928 roku. Po wyjściu z więzienia był zaangażowany w kampanię wyborczą. Był współtwórcą koncepcji jednej listy wyborczej komunistycznych środowisk robotniczych i chłopskich - "Jedność Robotnicza-Chłopska". Był aktywnym działaczem zaplecza partyjnego przed wyborami i po nich. Jego działalność polityczna osłabła około roku 1930, ze względu na trudną sytuację materialną. Z powodu zaangażowania politycznego przez dwa lata pozostawał bez pracy, mając na utrzymaniu żonę i syna. Ostatecznie dzięki pomocy byłego współpracownika partyjnego Adolfa Bona otrzymał posadę w Spółdzielni Spożywców Społem w Łochowie (pow. Węgrów). Żona prowadziła ajencję małego oddziału pocztowego w Złotokłosie k. Warszawy, następnie w Gołkowie (pow. Grójec), gdzie mieszkał do aresztowania go przez Gestapo 16 stycznia 1940. Zginął w 1940 roku, prawdopodobnie w Oświęcimiu.
Jego żonę i 15 letniego syna aresztowano w 1944. Syn zginął w obozie Gross-Rossen, żona przebywała w obozie Ravensbruck do wyzwolenia.